# Long Live Rock 'n' Roll
Long Live Rock 'n' Roll — третій студійний альбом англійського гурту Rainbow, виданий в 1978 році. Останній альбом Rainbow з вокалом Діо. 

## Створення
Запис альбому розпочався в квітні 1977 у студії в Château d'Hérouville, Франція, включаючи Річі Блекмора, Ронні Джеймса Діо та Козі Павелла. Спочатку на клавішних грав на сесійній основі колишній учасник Rainbow Тоні Кері, а басові партії розпочав Марк Кларк. Однак Кларка незабаром звільнили, а басові партії записав сам Блекмор (це вже був не перший раз, що Річі записував басові партії) . До липня 1977 року сім треків, які закінчилися на альбомі, були у формі демо. Запис було призупинено, оскільки група залучила Боба Дейслі та Девіда Стоуна, після чого влітку та восени 1977 року розпочалася широкі гастролі Європою. Повернувшись у студію Château d'Hérouville у грудні, група завершила роботу над альбомом, а також випустила останній трек, «Gates Of Babylon».
Незважаючи на те, що Дейслі та Стоун зазначені в титрах альбому за їхній внесок, вони приєдналися до гурту під час запису та з’явилися лише у трьох та чотирьох піснях відповідно. Стоун написав частини «Gates Of Babylon», але йому ніколи не приписували.
«Kill the King» уже був основною частиною сет-листів турів, відкриваючи концерти Rainbow із середини 1976 року. Вона вперше з'явилася на концертному альбомі On Stage у 1977 році. На концертах 1977–1978 років заголовна пісня та «Kill the King» були єдиними виконуваними піснями, хоча «L.A. Connection» кілька разів звучала під час туру по США, перш ніж її забрали з набору. З 2004 року до смерті Діо в 2010 році на його сольних концертах були живі версії «Kill the King», «Gates of Babylon» і «Long Live Rock 'n' Roll».

## Обкладинка альбому
На обкладинці альбому зображені всі п'ять учасників Rainbow. Оригінальний вініловий реліз був у складеній обкладинці, проілюстрованій Деббі Холл, зі вставкою з текстом. Насправді фотографія натовпу зроблена з концерту гурту Rush, де напис на банері, який тримали фанати, замінено назвою альбому Rainbow, а видимі футболки Rush фарбовані аерографом до чорного кольору.

## Сприйняття
Джефф Ґінзберг з AllMusic писав, що Long Live Rock 'n' Roll «виявиться останнім чудовим альбомом, який Rainbow коли-небудь випустять, хоча вони мали великий успіх у чартах в епоху після Діо». Альбом, серед інших релізів Rainbow, часто згадується як сильний вплив на формування жанру пауер-метал, особливо на його фентезі-тематику пісень та естетики.

## Список композицій
Автор слів Ронні Джеймс Діо. 
| Сторона А | Сторона А                 | Сторона А           | Сторона А  |
| #         | Назва                     | Автор музики        | Тривалість |
| --------- | ------------------------- | ------------------- | ---------- |
| 1.        | «Long Live Rock 'n' Roll» | Блекмор, Діо        | 4:21       |
| 2.        | «Lady of the Lake»        | Блекмор, Діо        | 3:39       |
| 3.        | «L.A. Connection»         | Блекмор, Діо        | 5:02       |
| 4.        | «Gates of Babylon»        | Блекмор, Діо, Стоун | 6:49       |

| Сторона Б | Сторона Б            | Сторона Б            | Сторона Б  |
| #         | Назва                | Автор музики         | Тривалість |
| --------- | -------------------- | -------------------- | ---------- |
| 5.        | «Kill the King»      | Діо, Блекмор, Пауелл | 4:29       |
| 6.        | «The Shed (Subtle)»  | Діо, Блекмор, Пауелл | 4:47       |
| 7.        | «Sensitive to Light» | Діо, Блекмор         | 3:07       |
| 8.        | «Rainbow Eyes»       | Діо, Блекмор         | 7:11       |

| Бонусний диск делюкс-видання 2012 року | Бонусний диск делюкс-видання 2012 року                                      | Бонусний диск делюкс-видання 2012 року |
| #                                      | Назва                                                                       | Тривалість                             |
| -------------------------------------- | --------------------------------------------------------------------------- | -------------------------------------- |
| 1.                                     | «Lady of the Lake» (rough mix, 4 липня 1977)                                | 3:50                                   |
| 2.                                     | «Sensitive to Light» (rough mix, 4 липня 1977)                              | 3:03                                   |
| 3.                                     | «L.A. Connection» (rough mix, 4 липня 1977)                                 | 5:33                                   |
| 4.                                     | «Kill the King» (rough mix, 4 липня 1977)                                   | 4:27                                   |
| 5.                                     | «The Shed (Subtle)» (rough mix, 4 липня 1977)                               | 3:36                                   |
| 6.                                     | «Long Live Rock 'n' Roll» (rough mix, 4 липня 1977)                         | 4:19                                   |
| 7.                                     | «Rainbow Eyes» (rough mix, 4 липня 1977)                                    | 6:55                                   |
| 8.                                     | «Long Live Rock 'n' Roll» (Shepperton Film Studios rehearsal, серпень 1977) | 6:56                                   |
| 9.                                     | «Kill the King» (Shepperton Film Studios rehearsal, серпень 1977)           | 4:42                                   |
| 10.                                    | «Long Live Rock 'n' Roll» (live on the Don Kirschner Show, травень 1978)    | 3:31                                   |
| 11.                                    | «L.A. Connection» (live on the Don Kirschner Show, травень 1978)            | 3:40                                   |
| 12.                                    | «Gates of Babylon» (live on the Don Kirschner Show, травень 1978)           | 6:35                                   |
| 13.                                    | «L.A. Connection» (outtake from the Don Kirschner Show, травень 1978)       | 5:11                                   |
| 14.                                    | «Gates of Babylon» (outtake from the Don Kirschner Show, травень 1978)      | 6:43                                   |

## Учасники запису
- Ронні Джеймс Діо — вокал
- Річі Блекмор — гітара, бас-гітара
- Козі Павелл — ударні

- Тоні Кері — клавішні (1, 2, 8)

- Боб Дейслі — бас-гітара (4, 5, 7)
- Девід Стоун — клавішні (4, 5)

## Позиції в чартах
| Чарт (1978)             | Позиція |
| ----------------------- | ------- |
| Australian Albums Chart | 40      |
| Canadian Albums Chart   | 94      |
| Dutch Albums Chart      | 42      |
| German Albums Chart     | 26      |
| Japanese Albums Chart   | 49      |
| Swedish Albums Chart    | 18      |
| UK Albums Chart         | 7       |
| Billboard 200           | 77      |